# إسكوميناك (كيبك)
إسكوميناك (بالإنجليزية: Escuminac, Quebec)‏ هي بلدية محلية في كيبيك تقع في كندا في Avignon Regional County Municipality. يقدر عدد سكانها بـ 588 نسمة ومساحتها 107.50 كم2 .